# 2S9 Nona
El 2S9 NONA (en rus: 2C9 HOHA (Новейшее Орудие Наземной Артилерии: Noveysheye Orudiye Nazemnoy Artilerii) "La més recent ordenança d'artilleria terrestre") és un morter autopropulsat i de 120 mm desmuntable a l'aire dissenyat a la Unió Soviètica, que va entrar en servei el 1981.
El xassís 2S9 es designa es basa en el casc d'alumini del transport de personal blindat multiús BTR-D. Més generalment, el 2S9 també conegut com la NONA-S. Encara que no s'han publicat xifres, s'estima que es van construir més de 1.000 2S9.

## Descripció
El 2S9 Nona és un vehicle amfibi que es pot propulsar a través de l'aigua per dos jets d'aigua posteriors. Està operat per una tripulació de quatre homes que comprèn un comandant, un conductor/mecànic, un artiller i un carregador. L'interior del buc està separat en un compartiment de comandament, un compartiment de combat i un compartiment de motor. Una torreta d'acer soldat es troba al mig del casc. La torreta de dos homes té trames per a l'artiller i el carregador respectivament.
El 2S9 utilitza un morter de 120 mm 2A51 amb un canó d'1,8 m. L'arma és en realitat un híbrid de morter i obusos, sent un disseny no convencional que no té un homòleg directe de l'OTAN. Es tracta d'una arma fusellada i carregada de retrocés capaç de disparar HE (alt explosiu), fòsfor blanc i rondes de fum, així com municions dirigides per làser com KM-8 Gran. Pot entrar en foc indirecte i directe, així com dirigir-se a vehicles blindats; les seves rondes de penetració de blindatge poden penetrar l'equivalent de 600-650 mm de placa d'acer a fins a 1 km.

## Desenvolupament
A finals de la dècada de 1950, les armes de míssil nuclear van començar a entrar en servei en grans quantitats als països que participaven en la Guerra Freda. En la planificació teòrica de les operacions militars amb armes nuclears, es va assignar un paper important a les tropes aerotransportades, que, segons el pla, havien d'utilitzar i mantenir una alta taxa d'avanç després d'un atac amb míssils i bombes amb armes nuclears. A partir de les dècades de 1950 i 1960, l'equipament de les unitats aerotransportades de l'URSS diferia poc de l'equipament de les divisions i els cossos durant la Gran Guerra Pàtria. La situació actual requeria una seriosa reorganització i reequipament de les Forces Aerotransportades. A més, per substituir els obsolets avions de transport militar Iliuixin Il-12 i Iliuixin Il-14, es van desenvolupar els nous avions Antonóv An-8 i Antonóv An-12. Els nous avions tenien un volum intern més gran i una major capacitat de càrrega. Per tal d'implementar les noves capacitats de l'aviació de transport militar i elaborar un nou Programa d'Armament de les Forces Aerotransportades, el 1964 el ministre de Defensa de l'URSS va emetre una Ordre sobre l'inici dels treballs de recerca i desenvolupament per determinar els requisits tàctics i tècnics per a l'equipament militar de les Forces Aerotransportades. El mateix any, el 3r Institut Central de Recerca va iniciar el projecte integral d'R+D "Kupol".
Com a resultat del treball de recerca i desenvolupament de "Kupol", es va trobar necessari equipar les tropes aerotransportades amb armes que els permetessin dur a terme eficaçment tasques de lluita contra objectius aeris i terrestres a la rereguarda enemiga. Al mateix temps, les unitats aerotransportades havien de tenir una alta maniobrabilitat, així com protecció contra els efectes de l'ús d'armes de destrucció massiva, de manera que el nou sistema d'armes aerotransportades preveia la mecanització completa de les unitats utilitzades. Durant la recerca i el desenvolupament, es van determinar models d'equipament d'artilleria per equipar les tropes aerotransportades. Una anàlisi de les capacitats de transport de l'avió Antónov An-12B va mostrar que la massa de l'equipament aerotransportat no havia de superar les 10 tones amb l'equipament d'aterratge, i l'equipament de les forces terrestres que existia en aquell moment no complia certs requisits ni de massa, ni de característiques generals, ni de sobrecàrregues admissibles durant l'aterratge. Una de les àrees de treball en la creació de nous equips va ser el desenvolupament del morter autopropulsat de 120 mm i l'obús autopropulsat de 2S2 Fialka de 122 mm sobre el xassís BMD-1.
A mitjan dècada de 1960, l'armament d'artilleria dels regiments i divisions de les Forces Aerotransportades representava una àmplia gamma d'equipament militar, incloent-hi obusos D-30 de 122 mm, canons autopropulsats SD-44 de 85 mm i suports d'artilleria autopropulsats ASU-85. L'artilleria regimental estava representada pels morters regimentals M-120 i els suports d'artilleria autopropulsats ASU-57. El 1969, es va dur a terme la R+D "Kupol-2", a partir dels resultats de la qual es va prendre la decisió de crear un canó d'artilleria autopropulsat universal. Al mateix temps, el treball en el 2S2 va arribar a un punt mort, ja que el xassís no podia suportar el retrocés del canó 2A32  El morter autopropulsat "Landysh" en desenvolupament no proporcionava els angles de punteria horitzontals necessaris, i els morters d'ànima llisa de 120 mm havien esgotat el seu potencial per a un major desenvolupament i modernització. Es van proposar dues solucions balístiques per al seu ús en el nou canó d'artilleria autopropulsat. A. G. Novozhilov va proposar utilitzar la balística del morter estriat francès RT-61 de 120 mm, mentre que F. F. Petrov va proposar usar l'obús M-30 de 122 mm.
En el període comprès entre 1972 i 1975, el Departament núm. 25 de l'Institut Central de Recerca d'Enginyeria de Precisió, sota el lideratge d'A. G. Novozhilov, va dur a terme treballs de recerca i desenvolupament codificats com a "Arma-tret", la versió òptima de la qual va ser reconeguda com una versió de calibre 120 mm amb la balística del morter francès RT-61. El 1974, es va demostrar un model experimental de l'SPG 2S2 al comandant de les Forces Aerotransportades V. F. Margelov, després del qual es va prendre la decisió de començar a treballar en un nou canó d'artilleria autopropulsat universal. El mateix any, com a part del treball de recerca i desenvolupament Nona-D, es va fer una maqueta de l'SPG amb un prototip d'un nou canó de 120 mm, instal·lat en lloc de l'obús 2A32 de 122 mm, sobre la base de l'obús autopropulsat 2S2 amb un xassís allargat. Els desenvolupaments resultants van formar la base del treball d'R+D sota el nom de "Nona-S" (índex GRAU - 2S9). El 1976, el Comitè Central del PCUS i el Consell de Ministres de l'URSS van emetre la Resolució núm. 1043-361 del 16 de desembre. D'acord amb aquesta resolució, es va iniciar oficialment el desenvolupament d'un nou canó d'artilleria autopropulsat aerotransportat de 120 mm.
L'Institut Central de Recerca d'Enginyeria de Precisió de Klimovsk va ser nomenat el desenvolupador principal del sistema, i el desenvolupament de municions va ser confiat al GNPP Bazalt. Inicialment, el canó va ser dissenyat a l'OKB-9 de Sverdlovsk sota el lideratge de V. A. Golubev, però, després d'un canvi de lideratge, l'OKB-9 va rebutjar continuar treballant, i l'oficina de disseny especial de la Planta núm. 172 sota el lideratge de Iuri. N. Kalachnikov va ser nomenada contractista per a la creació del canó de 120 mm. Malgrat que el xassís bàsic es va desenvolupar i produir a la Planta de Tractors de Volgograd, la Planta de Volgograd es va negar a muntar el canó autopropulsat 2S9, de manera que el disseny de la torreta giratòria i el muntatge final del 2S9 van ser gestionats per la Planta núm. 172 de Perm. El 1976, es va muntar el primer prototip de l'SPG 2S9, equipat amb un canó de 2,5 m. El 1979, s'havia fabricat una bateria de sis prototips de canons autopropulsats 2S9. A la segona meitat de 1976, la bateria es va enviar al camp de proves de Rzhev per sotmetre's a proves de camp, i després de la seva finalització amb èxit es van iniciar els preparatius per a les proves militars. Les proves militars es van dur a terme el 1980 en dues etapes, la primera es va dur a terme de febrer a març al camp de proves de Luga, la segona al juliol al territori de l'RSS de l'Azerbaidjan. Els resultats de les proves es van considerar reeixits i es va recomanar l'adopció en servei del sistema format pel canó autopropulsat 2S9 i el projectil de fragmentació d'alt explosiu 3OF49. Després que s'eliminessin les deficiències i defectes identificats, mitjançant la Resolució núm. 630-187 del Comitè Central del PCUS i del Consell de Ministres de l'URSS de l'1 de juliol, el canó d'artilleria autopropulsat 2S9 Nona-S va ser acceptat oficialment en servei amb l'exèrcit soviètic.
La producció en sèrie del canó autopropulsat 2S9 es va iniciar a la planta de construcció de maquinària de Perm i va continuar fins al 1989. En total, es van produir 1.432 unitats 2S9 i 2S9-1 durant deu anys de producció. La primera divisió de canons autopropulsats 2S9 es va formar al 104è Regiment Aerotransportat sobre la base de la bateria experimental produïda el 1979. El 1981, es va formar la primera bateria de canons autopropulsats Nona-S i es va enviar a l'Afganistan.

## Característiques

### Casc

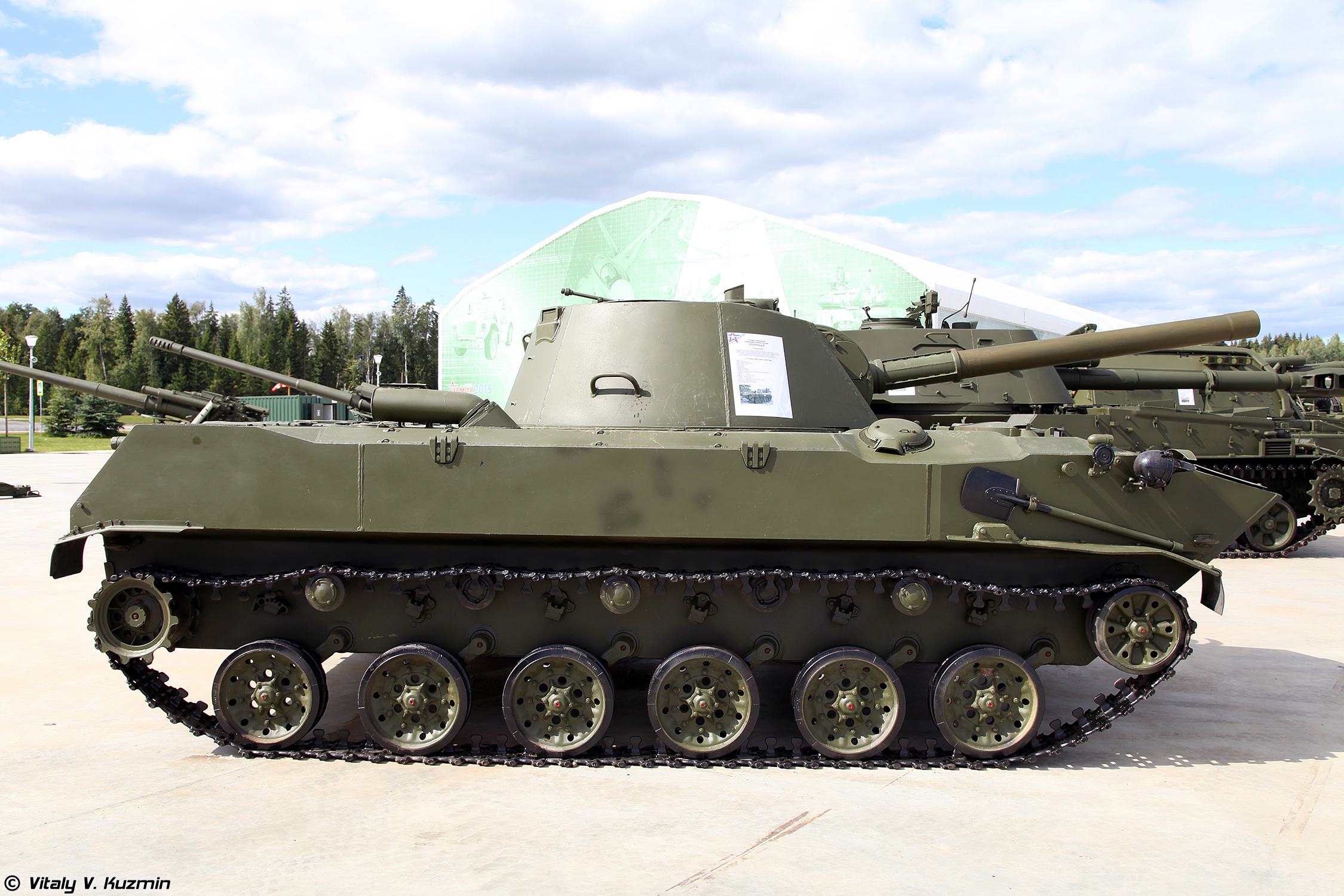
Vista lateral del 2S9 NONA

El buc està fet de làmines soldades d'alumini blindat. A la part davantera del buc, al centre, hi ha el compartiment de control amb el lloc de conducció. A l'esquerra del conductor hi ha el lloc de comandament de la unitat d'artilleria autopropulsada. A diferència del xassís bàsic, el buc de la unitat d'artilleria autopropulsada Nona-S no té suports per muntar metralladores de proa. A la part central del buc hi ha el compartiment de combat, al sostre del buc hi ha un anell giratori amb una torreta giratòria. El compartiment de combat conté estiba amb projectils. A la part posterior del buc hi ha el compartiment del motor-transmissió amb la central elèctrica. La torreta del 2S9 està soldada, a l'esquerra del canó hi ha el lloc de l'artiller amb dispositius d'apuntament. A la dreta del canó hi ha el lloc de carregament de la unitat d'artilleria autopropulsada. Oficialment, la torreta 2S9 té la capacitat de girar horitzontalment en un rang d'angles de -35 a +35 graus, però, en desconnectar les mànegues del sistema pneumàtic, és possible el foc circular del sistema d'artilleria autopropulsada en mode manual.

### Armament
L'armament principal del 2S9 és el canó-obús de canó estriat 2A51 de 120 mm. El canó del 2A51 consta d'un tub i una culata. La longitud del tub és de 24,2 calibres. A la part interior del canó hi ha 40 estries de pendent constant. La culata del canó és del tipus de còpia amb un obturador de plàstic, que combina les funcions d'un picó. Després de carregar el projectil al forat del canó, l'obturador es bloqueja mitjançant una falca vertical instal·lada a la culata del canó, cosa que impedeix l'entrada de gasos en pólvora durant un tret al compartiment de combat de l'SPG. Per eliminar els gasos en pólvora, evitar que el fum ompli el compartiment de combat i eliminar els residus no cremats de la càrrega de pólvora, se subministra aire comprimit al forat del canó durant 1,2 s després del tret. Els frens de retrocés consten d'un fre de retrocés hidràulic de tipus eix omplert amb líquid Steol-M o POZH-70 i un recuperador pneumàtic omplert amb nitrogen o aire. Per alleujar la pressió quan es treballa en diferents rangs de temperatura, s'instal·la un compensador de tipus ressort al fre de retrocés. La longitud màxima de retrocés és de 400 mm.

### Equips de vigilància i comunicacions
Per a l'observació del terreny, l'estació del comandant està equipada amb tres dispositius d'observació periscòpica prismàtica TNPO-170A. L'estació de l'artiller està equipada amb una mira panoràmica d'artilleria 1P8 per disparar des de posicions de tir tancades i una mira de foc directe 1P30 per disparar a objectius observats. Al costat dret de la torreta, davant de la comporta del carregador, hi ha instal·lat un dispositiu d'observació giratori MK-4. A la paret posterior de la torreta hi ha dos dispositius d'observació TNPO-170A.
La comunicació per ràdio externa està suportada per l'estació de ràdio R-123M o R-173. L'estació de ràdio R-123M funciona en el rang VHF i proporciona una comunicació estable amb estacions similars a una distància de fins a 28 km, depenent de l'alçada de l'antena d'ambdues estacions de ràdio. La comunicació entre els membres de la tripulació es duu a terme a través de l'equip de comunicació intern R-174.

### Motor i transmissió
El 2S9 està equipat amb un motor dièsel de quatre temps i 6 cilindres en forma de V 5D20 amb una capacitat de 240 CV, refrigeració líquida i sobrealimentació per turbina de gas. El motor pot funcionar amb combustible dièsel de les marques DL, DZ i DA. El motor es basa en un bloc-càrter de túnel en forma de V amb un angle dels blocs de cilindres de 120°. Cada bloc consta de tres cilindres amb un capçal comú. Per a la refrigeració, cada bloc té cavitats especials dins dels capçals i al voltant de les cames dels cilindres que es comuniquen entre si. Cada capçal té dues vàlvules d'admissió i escapament. L'aire se subministra als cilindres a través dels col·lectors d'admissió i els productes de combustió s'eliminen mitjançant els col·lectors d'escapament. El cigonyal està instal·lat a l'orifici del bloc-càrter. La transmissió és manual, amb un embragatge de fricció en sec de disc únic. Té quatre marxes endavant i una de marxa enrere. La velocitat màxima teòrica en quarta marxa endavant és de 60 km/h.

### Xassís
El xassís 2S9 és un xassís modificat del vehicle blindat de transport de personal BTR-D. El xassís consta de sis parells de rodes dobles amb pneumàtics. Les rodes motrius estan situades a la part posterior del vehicle i les rodes guies a la part davantera. La via consta de petits enllaços amb frontisses connectades per passadors. La suspensió del 2S9 és hidropneumàtica, amb distància lliure a terra variable. Cada roda està equipada amb una molla pneumàtica, que actua com a cilindre de potència quan es canvia la distància lliure, i també funciona com a amortidor hidràulic.

### Equip d'aterratge

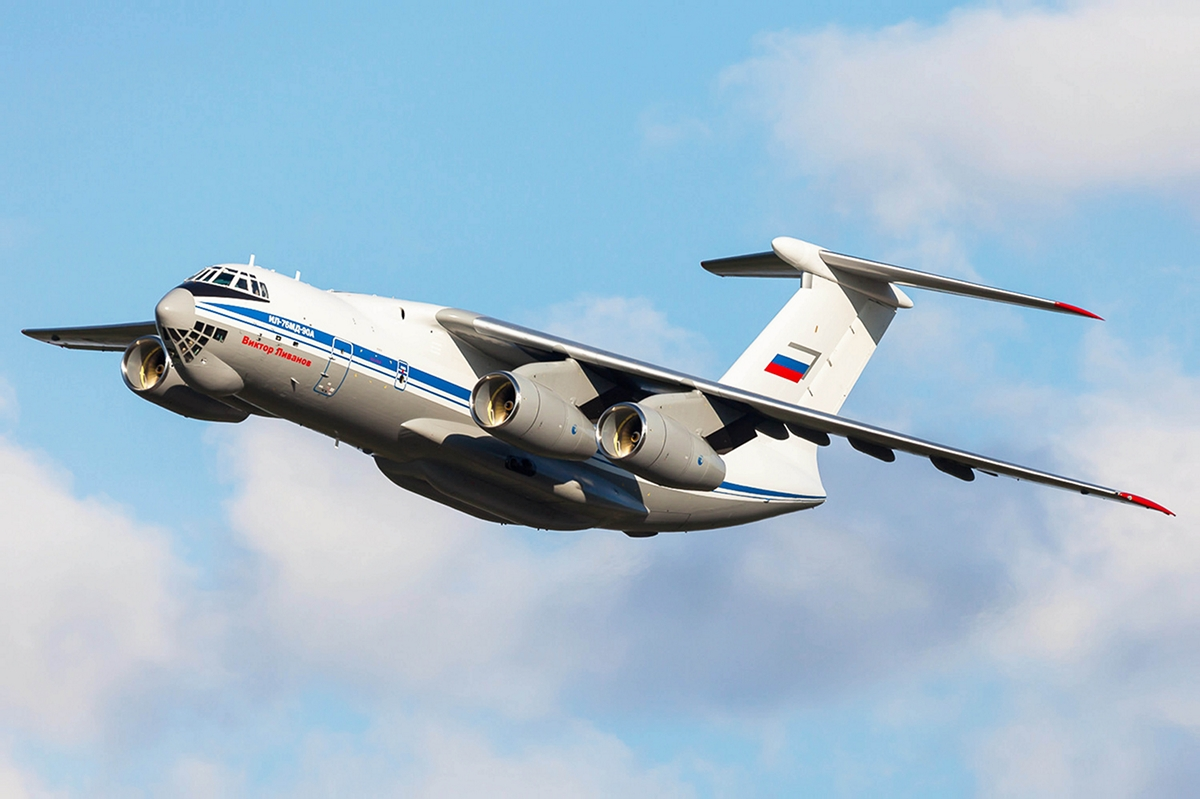
Un Iliuixin Il-76 on els tiren els 2S9 NONA

El canó autopropulsat Nona-S, com altres equips aerotransportats basats en el BMD-1 i el BTR-D, es pot llançar en paracaigudes des d'avions Antónov An-12, Antónov An-22 i Iliuixin Il-76. El paracaigudisme es duu a terme utilitzant els sistemes de coets paracaigudes PRSM-925 (2S9) o els sistemes de paracaigudes sense plataforma PBS-925 des d'altituds de 500 a 4000 m, mentre que la velocitat de l'avió no ha de superar els 400 km/h. Ambdós sistemes són modificacions dels sistemes d'aterratge aerotransportat desenvolupats anteriorment per al BMD-1 (PRSM-915 i PBS-915, respectivament). Els avions tipus An-12 poden transportar fins a 2 unitats d'artilleria autopropulsades 2S9 amb capacitat de llançament aeri, mentre que els avions tipus Iliuixin Il-76 i Antónov An-22 poden transportar fins a 3 i 4 unitats 2S9, respectivament.

## Historial del servei
El 1981, l'exèrcit soviètic va acceptar en servei la unitat d'artilleria autopropulsada Nona-S , i el mateix any es va formar la primera bateria de sis canons 2S9 i es va enviar a l'Afganistan. Quan el 2S9 va entrar en servei amb les unitats de les Forces Aerotransportades que van participar en la Guerra afgano- soviètica, l'estructura de les unitats va canviar. Per exemple, a la 103a Divisió Aerotransportada, el batalló de canons autopropulsats SD-44 de 85 mm va ser substituït per un batalló d'artilleria autopropulsada Nona-S. Als regiments de paracaigudes, les bateries de morter van ser substituïdes per canons d'artilleria autopropulsats 2S9. L'1 d'agost de 1987, el 40è Exèrcit de l'OKSVA tenia 69 canons autopropulsats 2S9, i un total de 70 unitats d'artilleria autopropulsades Nona-S van participar en les operacions de combat de la Guerra de l'Afganistan. Els canons d'artilleria autopropulsats 2S9 es van utilitzar per donar suport a les unitats d'assalt aerotransportat i aerotransportades. Durant la guerra, es van revelar tant els punts forts del 2S9, que consistien en la seva versatilitat i mobilitat significativament més gran en terrenys accidentats que els morters convencionals, com les seves debilitats. Entre les principals deficiències hi havia: una petita quantitat de municions transportades, així com un ràpid desgast del xassís d'erugues. També es va observar: una longitud insuficient del cable a l'intercomunicador del comandant i un disseny ineficaç del tub del col·lector d'escapament, que va provocar que els gasos d'escapament arribessin al carregador de l'SPG 2S9 en disparar des de terra.
Amb l'inici de la Primera guerra Txetxèna, les tropes russes van utilitzar els canons autopropulsats Nona-S. Per exemple, a l'hivern de 1996, una columna d'unitats aerotransportades russes que va ser emboscada al districte de Shatoi va poder repel·lir amb èxit un atac de formacions armades txetxenes. Durant l'assalt de Grozni, durant la batalla pel centre de la ciutat, les tropes del batalló aerotransportat de Riazan van aconseguir mantenir les seves posicions mentre estaven completament envoltades per l'enemic, fins i tot gràcies a les accions competents per ajustar i organitzar el foc de la divisió d'artilleria autopropulsada 2S9 de la 106a divisió aerotransportada.
De l'11 al 31 de gener de 1996, una brigada aerotransportada separada va ser introduïda al territori de Bòsnia i Hercegovina per participar en l'operació de manteniment de la pau de l'ONU. Incloïa dos batallons de paracaigudistes, cadascun armat amb quatre obusos autopropulsats 2S9. Durant la missió, el contingent de manteniment de la pau de la Federació Russa va participar en exercicis conjunts amb unitats nord-americanes. Així, el juny de 1997, es va dur a terme un tret conjunt d'artilleria de canons d'artilleria autopropulsats 2S9 i obusos autopropulsats M109A2 a la base de la 1a Divisió Blindada dels EUA. El nivell d'entrenament de les unitats russes va ser molt elogiat pel govern i els líders militars dels EUA.
Quan les tropes russes van ser desplegades al Daguestan i va començar la Segona guerra Txetxèna, cada grup tàctic regimental de les Forces Aerotransportades tenia entre 12 i 18 canons d'artilleria autopropulsats 2S9. Un dels episodis d'ús del 2S9 va ser la batalla prop de Novogroznenskoye, durant la qual, gràcies al foc dels canons d'artilleria autopropulsats 2S9 i les accions del comandant de l'escamot de bateria, va ser possible evitar l'encerclament de la companyia de desembarcament de paracaigudes. Durant la batalla del Turó 776, el suport d'artilleria va ser proporcionat per canons d'artilleria autopropulsats 2S9. En total, es van disparar uns 1.200 projectils durant la batalla. Gràcies a les accions competents dels grups d'ajust de foc i reconeixement, la majoria de les pèrdues patides per les formacions armades txetxenes van ser causades pel foc d'artilleria.
El 2S9 va ser utilitzat per Rússia durant la Guerra a Ossètia del Sud.
Durant la invasió russa d'Ucraïna és usat per ambdós bàndols. Per fonts d'Oryx van calcular que durant el conflicte, el bàndol rus va perdre en total 95 obusos, dels quals 82 són destruïts, 8 són capturats i 5 danyats. Per la part ucraïnesa: 7 obusos, tots destruits.

## Modificació

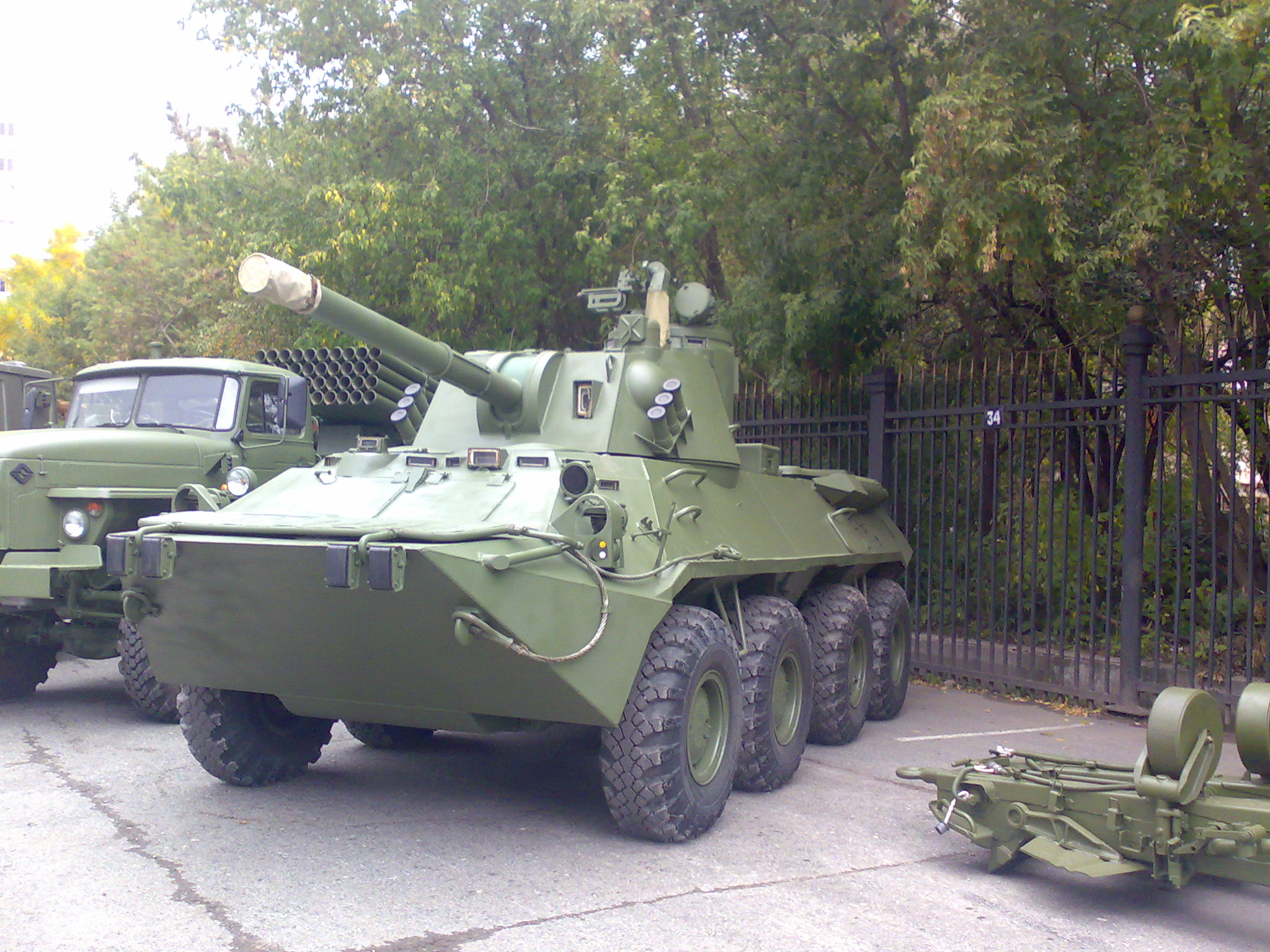
Un 2S23 Nona-SVK

- Un 2S23 Nona-SVK2S23 Nona-SVK: Xassís basat en BTR-80 que munta un morter 2A60, una variant del 2A50.[15]
- 2S31 Vena: És un concepte similar basat en el xassís del BMP-3. Canó més llarg per a un major abast.[16]
- 2S17-2 Nona-SV: Un BRM-1K amb una torreta 2S9 Nona, en ús per les Forces Terrestres Ucraïneses.[17]

## Operadors

### Actuals

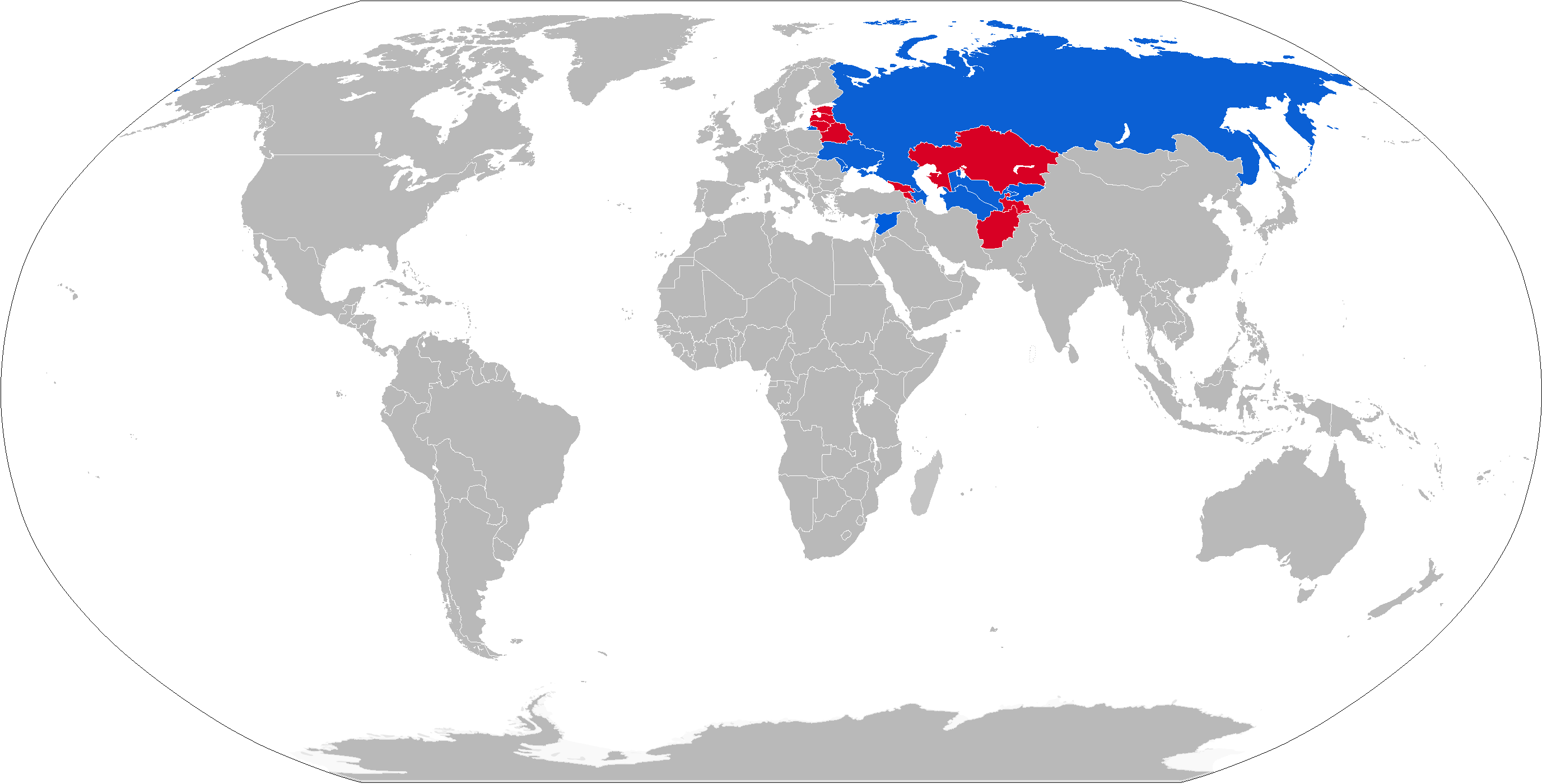
Operadors 2S9 Nona en blau i els antics operadors en vermell

- Kazakhstan: 25 unitats del 2S9 emmagatzemades, a partir del 2025.[18]
- Kirguizistan: 12 unitats del 2S9 en servei, a partir del 2025.[19]
- Moldàvia: 9 unitats del 2S9 en servei, a partir del 2025.[20]
- Rússia: 290 unitats del 2S9 en servei i 250 emmagatzemades, a partir del 2025.[21]
- Síria: Uns 2S9 en servei, a partir del 2025.[22]
- Turkmenistan: 17 unitats del 2S9 en servei, a partir del 2025.[23]
- Ucraïna: 20 unitats del S29 en servei, a partir del 2025.[24]
- Uzbekistan: 54 unitats del 2S9 en servei, a partir del 2025.[25]

### Antics
- Afganistan: Unes 40 unitats del 2S9 van ser transferides per les tropes soviètiques el 1988 durant la retirada de les tropes de l'Afganistan.[26]
- Azerbaidjan: 18 unitats del 2S9 en servei a partir del 2021.[27] Fora del servei a partir del 2024.[28]
- Bielorússia: 48 unitats del 2S9 en servei, a partir del 2016.[29] Tots fora del servei.[30]
- URSS: Va passar als estats formats després del col·lapse.
- Vietnam: 30 unitats del 2S9 en servei, a partir del 2013.[31]